# Knight Companion
Een Knight Companion is een man die door de Britse koningin, of haar vertegenwoordiger, tot ridder is geslagen nadat hij in een hoge Ridderorde is opgenomen. Het kan gaan om Ridders in de Orde van de Kousenband en de Orde van de Distel. 
De hoogste rangen in de orden van het Bad, Sint Michael en Sint Joris, het Britse Rijk en de Koninklijke Orde van Victoria zijn Ridders Grootkruis, Ridders Commandeur of Ridders Grootcommandeur. Ridders die niet tot een van de Britse Ridderorden behoren, zijn "Knight Bachelor". 
Een Knight Companion ontvangt bij zijn investituur een draagteken dat hij op het lint over de schouder op de linkerheup draagt. In beide gevallen is er ook een zilveren kruis of ster die op de borst gedragen wordt. Ridders in de exclusieve orden van de Kousenband en de Distel dragen ook een zware gouden keten met een juweel en een grootlint met een investuursteken. Verder zijn er mantels en hoeden met pluimen en is er voor iedere ridder een prachtige met een helm en zwaard versierde zetel in de kapel van de orde. De titel is niet erfelijk.
Anders dan bij de baronnen en andere erfelijke edellieden het geval is kan een Knight Companion die veroordeeld wordt wegens een misdrijf zijn rang verliezen. De koning(in) mag een Ridder ook om andere redenen uit een orde laten verwijderen.
De echtgenote van een Knight mag zich "Lady ...." noemen. Maar dat is een beleefdheidsvorm. Zij behoort niet tot de adel.
Sinds enige jaren worden ook dames in de Orde van de Kousenband en de Orde van de Distel opgenomen. Zij zijn Lady Companions. 